# USS LST-318
O USS LST-318 foi um navio de guerra norte-americano da classe LST que operou durante a Segunda Guerra Mundial. Seu batimento de quilha ocorreu em 15 de outubro de 1942, no Estaleiro Naval de Nova Iorque, e seu lançamento ocorreu em 28 de janeiro de 1943.
O USS LST-318 entrou em serviço em 8 de fevereiro de 1943.

## Segunda Guerra Mundial
Durante a Segunda Guerra Mundial, o LST-318 foi designado para o Teatro Europeu, participando da ocupação da Sicília em julho e agosto de 1943, desembarcando tropas na Sicília e em Salerno. Durante o cumprimento desta missão, a embarcação acabou naufragando, em 9 de agosto de 1943, após ser atacada por aeronaves inimigas em Caronia, Sicília.
O LST-318 ganhou uma estrela de batalha pelo serviço prestado durante a Segunda Guerra Mundial, e foi removida da lista da Marinha em 20 de outubro de 1943.